# Декларация о независимости Мексиканской империи
Декларация независимости Мексиканской империи (исп. Acta de Independencia del Imperio Mexicano) — исторический документ, которым Мексиканская империя провозгласила независимость от Испанской империи.
Документ был составлен 28 сентября 1821 года секретарем Временного правительственного совета Хуаном Хосе Эспиноса де лос Монтерос. Было оформлено три экземпляра. Один экземпляр был уничтожен во время пожара в 1909 году. Две другие копии находятся в Историческом музее Фуэрте-де-Сан-Диего в Акапулько и в Главном архиве нации в Мехико.

## Принятие Декларации
После окончания Мексиканской войны за независимость, 28 сентября 1821 года генерал Агустин де Итурбиде сформировал Временный совет в составе 38 человек. Во второй половине дня 28 сентября члены Совета собрались в Национальном дворце, чтобы разработать Декларацию независимости нового независимого государства. Акт принятия подписали 33 из 38 членов Совета. Копии акта были направлены в правительство, правлению Временного совета и последний был в Палату депутатов. 
Ни один из бывших повстанцев, таких как Гуадалупе Виктория, Висенте Герреро или Николас Браво, не подписали Декларацию независимости.
13 октября 1821 года первый политический руководитель Мехико Рамон Гутьеррес дель Мазо распространил прокламацию с Декларацией независимости, чтобы ее могли прочитать все граждане страны.

### Текст
Декларация независимости:

Декларация независимости Мексиканской империи, изданная ее Суверенной хунтой, собравшейся в столице 28 сентября 1821 года.
Мексиканская нация, которая в течение трехсот лет не имела ни собственной воли, ни свободного использования своего голоса, сегодня покидает угнетение, в котором она жила.
Героические усилия его сыновей увенчались сегодня успехом и завершились вечным и памятным предприятием, которое дух, превосходящий всякое восхищение и похвалу, из любви и во славу своей страны начал в Игуале, продолжил и довел до конца, преодолевая почти непреодолимые препятствия.
Восстановив затем эту часть Севера для осуществления всех прав, данных Творцом Природы и признанных неотъемлемыми и священными цивилизованными народами Земли, в свободе формировать себя так, как это лучше всего соответствует ее счастью, и через представителей кто может проявить свою волю и планы, он начинает пользоваться такими драгоценными дарами и торжественно заявляет через Верховную хунту Империи, что он является суверенным народом и независим от старой Испании, с которой впредь он не будет поддерживать никакого другого союза, кроме тесная дружба на условиях, предусмотренных договорами; что он установит дружеские отношения с другими державами, выполняя в отношении них любые декларации, которые могут сделать другие суверенные нации; что он будет конституироваться в соответствии с основаниями, которые в План Игуалы и Кордовский договор Первого Главнокомандующего Имперской Армией Трех Гарантий, мудро составленные и которые он будет поддерживать любой ценой и со всеми жертвами средств и жизней своих членов (при необходимости); это торжественное заявление сделано в столице Империи двадцать восьмого сентября тысяча восемьсот двадцать первого года, первого провозглашения независимости Мексики.

Аминь.

### Подписанты
- Агустин де Итурбиде
- Антонио Обиспо де Пуэбла
- Лугар де ла фирма де О'Доноху
- Мануэль де ла Барсена
- Матиас Монтеагудо
- Хосе Яньес
- Лисенсиадо Хуан Франсиско Аскарате
- Хуан Хосе Эспиноса де лос Монтерос
- Хосе Мария Фагоага
- Хосе Мигель Гуриди и Алькосер
- Эль Маркес де Сальватьерра
- Эль-Конде-де-Каса-де-Эрас-и-Сото
- Хуан Батиста Лобо
- Франсиско Мануэль Санчес де Тагле
- Антонио де Гама-и-Кордова
- Хосе Мануэль Сарторио
- Мануэль Веласкес де Леон
- Мануэль Монтес Аргуэльес
- Мануэль де ла Сота Рива
- Эль-Маркис-де-Сан-Хуан-де-Райас
- Хосе Игнасио Гарсия Иллуэка
- Хосе Мария де Бустаманте
- Хосе Мария де Сервантес-и-Веласко
- Хуан Сервантес-и-Падилья
- Хосе Мануэль Веласкес де ла Кадена
- Хуан де Орбегозо
- Николас Камперо
- Эль-Конде-де-Хала-и-де-Регла
- Хосе Мария Эчеверс-и-Вальдивьесо
- Мануэль Мартинес Мансилья
- Хуан Баутиста Раз-и-Гусман
- Хосе Мария Хауреги
- Хосе Рафаэль Суарес Переда
- Анастасио Бустаманте
- Исидро Игнасио де Икаса
- Хуан Хосе Эспиноса де лос Монтерос

#### Отсутствующие подписанты
- Хуан О’Доноху
- Франсиско Северо Мальдонадо

## Хранение документа
Были изготовлены и подписаны три оригинала Декларации.

### Временный правительственный совет
Один экземпляр был передан Временному совету, который затем выставлялся в Палате депутатов до 1909 года, пока здание парламента не было уничтожено пожаром.

### Семья Руис де Веласко
Семья Руис де Веласко была первоначальным владельцем Декларации в течение 128 лет. Этот документ передавался из поколения в поколение. 22 августа 1987 года Педро Руис де Веласко передал документ в дар Мексике. В настоящее время экземпляр хранится в Историческом музее Фуэрте-де-Сан-Диего в Акапулько в штате Герреро.

### Регентство Империи
Третий экземпляр был передан Регентству Империи, который хранился в Национальном дворце и был украден в 1830 году.
Спустя десятилетия акт был приобретен императором Максимилианом I. На обороте акта изображен экслибрис библиотеки Максимилиана. После казни Максимилиана, духовник императора Агустин Фишер, вывез документ из страны.
Некоторое время спустя акт появился в Испании в библиотеке антиквара Габриэля Санчеса. Также неизвестно, как он его получил, но факт, что на обороте акта стоит штамп Испанской антикварной библиотеки. Санчес продал документ мексиканскому историку Хоакину Гарсии Иказбальчете, который сохранил его и передал своему сыну Луису Гарсии Пиментелю.
Флоренсио Гавито Бустильо приобрел экземпляр у Пиментеля за 10 тысяч песо. Он намеривался вручить Декларацию мексиканскому правительству, но умер от лейкемии в 1958 году, выразив в завещании пожелание, чтобы Декларация была вручена Президенту Мексики.
Правительство Мексики отправило документ для проверки подлинности. Заключения были готовы 14 ноября 1961 г. Церемония вручения акта состоялась 21 ноября 1961 года Флоренсио Гавито Хауреги, сын Гавито Бустильо, передал акт президенту Адольфо Лопесу Матеосу. На церемонии также присутствовали Густаво Диас Ордас и Хайме Торрес Бодет.
Декларация некоторое время выставлялась в замке Чапультепек, а затем была отправлена в Главный архив нации.